# Maria Helena de Freitas
Maria Helena de Freitas (Lisboa, 1912 - 2004) foi uma musicóloga, pianista e critica musical portuguesa. 

## Biografia
Maria Helena de Freitas, conhecido pelo pseudónimo Maria de Freitas Barreiro, nasceu na capital portuguesa em 1912, vindo a falecer com 91 anos, em 2004. 
Ao longo de 40 anos trabalhou na Emissora Nacional, posteriormente RDP (Rádio Difusão Portuguesa), onde realizou e apresentou os programas de rádio Ópera Comentada e O Canto e os Seus Intérpretes, este último de 1959 a 2000. 
Paralelamente escreveu artigos para vários jornais, entre eles, o Diário popular, A Voz e o Diário de Noticias. 
Após a sua morte, parte do espólio documental reunido por ela e por Nuno Barreiros (com quem casou), foi doado à Biblioteca Nacional de Portugal, passando a integrar o Arquivo de Música Portuguesa. 

## Ligações Externas
- Arquivos RTP | Maria Helena de Freitas entrevistada por Joaquim Letria no programa homónimo (1991)
- Arquivos RTP | Programa da Antena2: O Canto e os seus Interpretes, apresentado e realizado por Maria Helena de Freitas (1990)